# 상당후
상당후 왕필(上黨侯 王佖, ? ~ 1099년 10월 31일(음력 9월 15일))은 고려 시대의 왕족으로, 숙종과 명의왕후(明懿王后) 유씨(柳氏)의 아들이다. 본관은 개성(開城)이며, 시호는 순상(順殤)이다. 1098년 상당후(上黨侯)에 책봉되어 식읍(食邑) 2천호와 식실봉(食實封) 300호를 하사받았으나, 이듬해인 1099년 세상을 떠났다.

## 생애
상당후 왕필의 태어난 해는 정확히 알 수 없으나, 출생 당시 아버지 숙종은 왕자 계림공의 신분이었다. 1098년(숙종 3년) 상당후(上黨侯)에 책봉되어 식읍(食邑) 2천호와 식실봉(食實封) 300호를 하사받았다. 고려시대 왕자들이 처음으로 제후에 봉작되는 평균 연령이 이르면 7~10세, 늦어도 12~14세임을 감안한다면 1080년대 중후반에 태어났음을 유추할 수 있다. 상당후에 책봉된 다음해인 1099년(숙종 4년) 윤9월 15일 사망하였다.

## 가족 관계
- 조부 : 고려 제11대 문종 인효대왕(文宗 仁孝大王, 1019~1083 재위: 1046~1083)
- 조모 : 인예순덕태후 이씨(仁睿順德太后 李氏, ? ~1092)
  - 백부 : 고려 제12대 순종(順宗, 1047~1083 재위: 1083)
  - 백부 : 고려 제13대 선종(宣宗, 1049~1094 재위: 1083~1094)
    - 사촌 : 고려 제14대 헌종(獻宗, 1084~097 재위: 1094~1095)

  - 아버지 : 고려 제15대 숙종(肅宗, 1054~1105 재위: 1095~1105)
- 외조부 : 유홍(柳洪, ? ~1091)
  - 어머니 : 명의왕태후 유씨(明懿王太后 柳氏, ? ~1112)
    - 형 : 고려 제16대 예종(睿宗, 1079~1122 재위: 1105~1122)
      - 조카 : 고려의 제17대 인종(仁宗, 1109~1146 재위: 1122~1146)

    - 동생 : 원명국사 징엄(圓明國師 澄儼, 1090 ~1141)
    - 동생 : 대방공 보(帶方公 俌, ? ~1128)
    - 동생 : 대원공 효(大原公 侾, 1093 ~1170)
    - 동생 : 제안공 서(齊安公 偦, ? ~1131)
    - 동생 : 통의후 교(通義侯 僑, 1097~1119)
    - 남매 : 대령궁주(大寧宮主, ? ~1114)
    - 남매 : 흥수궁주(興壽宮主, ? ~1123)
    - 남매 : 안수궁주(安壽宮主, 생몰년 미상)
    - 남매 : 복녕궁주(福寧宮主, 1096~1133)